# J. D. Salinger
Jerome David  Salinger (1 tháng 1 năm 1919 – 27 tháng 1 năm 2010) là một nhà văn người Mỹ, nổi tiếng với tiểu thuyết Bắt trẻ đồng xanh (The Catcher in the Rye, xuất bản năm 1951) cũng như với cá tính khép kín của mình. Từ năm 1965, ông không còn xuất bản bất cứ tác phẩm nào, và không xuất hiện trên các bài phỏng vấn từ năm 1980.
Sinh ra ở Bronx, J.D Salinger bắt đầu sáng tác truyện ngắn từ thời trung học và đã có vài truyện được in trong khoảng đầu những năm 1940, trước khi ông tham gia vào Thế chiến II. Năm 1948, truyện ngắn được đánh giá cao "A Perfect Day for Bananafish" (Tạm dịch: Ngày hoàn hảo cho cá chuối) của ông được trên tạp chí Người New York. Đây chính là nền tảng cho nhiều tác phẩm của ông sau này. Tiểu thuyết "Bắt trẻ đồng xanh" được xuất bản năm 1951 và lập tức được sự tán thưởng nhiệt liệt.
Thành công của "Bắt trẻ đồng xanh" khiến J.D. Salinger trở thành tâm điểm chú ý, và vì thế càng trở nên khép kín hơn. Lượng tác phẩm xuất bản của ông trở nên thưa thớt. Sau "Bắt trẻ đồng xanh", ông có "Nine Stories" (9 câu chuyện, 1953) – một tuyển tập truyện ngắn, "Franny and Zooey" (1961), hai tiểu thuyết ngắn "Raise High the Roof Beam, Carpenters and Seymour: An Introduction" (1963). Tác phẩm cuối cùng của ông, tiểu thuyết ngắn "Hapworth 16, 1924" xuất hiện trên Người New York vào 19 tháng 6 năm 1965.
Về sau này, dư luận tiếp tục hướng sự chú ý vào J.D. Salinger, một điều mà ông không mong muốn. Đầu tiên là vụ kiện tụng với nhà viết tiểu sử Ian Hamilton vào những năm 80, sau đó là cuối hồi ký của hai người thân thiết với ông: Joyce Maynard, người tình cũ và con gái Margaret Salinger. Salinger qua đời do tuổi già tại nhà của ông ở tiểu bang New Hampshire.

## Đầu đời
Jerome David Salinger sinh ra tại Manhattan, New York, vào ngày 1 tháng 1 năm 1919. Cha ông, Sol Salinger xuất thân từ một gia đình người Lithuania gốc Do Thái, cha của Sol là một rabbi thuộc Giáo đoàn Adath Jeshurun ở Louisville, Kentucky.
Mẹ của Salinge, Marie (nhũ danh Jillich), sinh ra ở Atlantic, Iowa là một người gốc Đức, Ireland và Scotland, và coi mình là một người Do Thái sau khi cưới cha của Salinger. Salinger không biết rằng mẹ mình không phải là người gốc Do Thái cho tới ngay sau khi làm lễ Bar Mitzvah. Ông có một người chị gái, Doris (1912–2001).
Trong thời niên thiếu, Salinger theo học các trường công lập ở Phía Tây Manhattan. Vào năm 1932, gia đình ông chuyển tới Park Avenue, và Salinger theo học tại Trường McBurney, một trường tư gần đó. Salinger gặp khó khăn trong việc hòa nhập với ngôi trường mới. Tại McBurney, ông gia nhập đội đấu kiếm, viết báo cho trường và xuất hiện trong các vở kịch. Ông "có một tài năng bẩm sinh dành cho kịch nghệ," mặc dù cha ông không muốn ông trở thành diễn viên. Sau đó, cha mẹ đăng ký cho ông theo học tại Học viên Quân sự Valley Forge ở Wayne, Pennsylvania. Salinger bắt đầu viết truyện "khi màn đêm buông xuống dưới chăn, với một chiếc đèn pin". Ông là người biên tập cuốn kỷ yếu của lớp, Crossed Sabres, và tham gia vào câu lạc bộ hợp xướng, câu lạc bộ máy bay, câu lạc bộ tiếng Pháp, và Câu lạc bộ Hạ sĩ quan.
Tập tài liệu 201 của Salinger ở Valley Forge viết ông là một học sinh "tầm thường", và IQ của ông nằm từ khoảng 111 tới 115 và hơn trung bình một chút. Ông tốt nghiệp vào năm 1936. Salinger bắt đầu năm nhất tại Đại học New York vào năm 1936. Ông định theo học chương trình giáo dục đặc biệt nhưng bỏ học vào mùa xuân tiếp theo. Mùa thu năm đó, cha ông thúc giục ông theo học ngành kinh doanh xuất khẩu thịt, và ông tới làm việc tại tại một công ty ở Viên và Bydgoszcz, Ba Lan. Salinger đồng ý, nhưng lại ghê tởm những lò mổ. Sự ghê tởm đối với ngành kinh doanh thịt và sự chối bỏ của cha có thể đã ảnh hưởng tới việc ăn chay khi ông trưởng thành. Ông rời Áo một tháng trước khi nước này bị sáp nhập bởi Đức Quốc Xã vào ngày 12 tháng 3 năm 1938.
Vào mùa xuân năm 1938, Salinger theo học tại Đại học Ursinus ở Collegeville, Pennsylvania. Ông bỏ học sau một học kỳ. Vào năm 1939, Salinger theo học tại Đại học Columbia ở Manhattan (ngành Nghiên cứu Đại cương). Theo như Whit Burnett, một giáo viên của ông và một biên tập viên ở tờ Story, Salinger không có gì đặc biệt cho tới một vài tuần trước khi học kỳ hai kết thúc, khi mà "ông đột nhiên bước vào cuộc đời" và hoàn thành ba câu chuyện. Burnett chấp nhận "The Young Folks," được xuất bản trên tạp chí Story. Truyện ngắn đầu tiên của Salinger được xuất bản trên tạp chí kỳ Tháng 3–Tháng 4 vào năm 1940. Burnett trở thành cố vấn cho Salinger, và họ trao đổi thư từ trong vòng vài năm.

## Tác phẩm nổi bật

### Sách
- The Catcher in the Rye (Bắt trẻ đồng xanh, 1951)
- Nine Stories (9 câu chuyện, 1953)
  - A Perfect day for bananafish (Ngày hoàn hảo cho cá chuối, 1948)
  - Uncle Wiggily in Connecticut (Bác Wigglily ở Connecticut, 1948)
  - Just Before the War with the Eskimos (Ngay trước chiến tranh với người Eskimo,1948)
  - The Laughing Man (Một gã đang cười, 1949)
  - Down at the Dinghy (Phía dưới Dinghy, 1949)
  - For Esmé with Love and Squalor (Cho Esmé, với tình yêu và cay đắng, 1950)
  - Pretty Mouth and Green My Eyes (1951)
  - De Daumier-Smith's Blue Period (1952)
  - Teddy (1952)
- Franny and Zooey (Franny và Zooey, 1961)
- Raise High the Roof Beam, Carpenters and Seymour: An Introduction (Nâng cao Dầm nhà, Những người thợ mộc và Seymour: Một lời giới thiệu, 1963)